# Kris Martin
Kris Martin (* 1972 in Kortrijk, Belgien) ist ein belgischer Konzeptkünstler. Er lebt in Gent.

## Zitat
Kris Martin handelt […] bewusst nicht schöpferisch, richtet sich nicht auf die Ausbildung eines persönlichen Gestus, eines individuellen Handwerks, seine Kunst ist eine der Aneignung und des Zeigens. Ihm genügt das Inventar der Welt, frei greift er auf Formen, Symbole, Systeme, auf Technik, Anatomie, Religion, Kunst- und Literaturgeschichte zu. Selbst die Zeichnung, die gemeinhin als das Organ künstlerischer Subjektivität und Welterfindung gilt, nutzt er als Medium, etwas anderes weiterzuleiten. (Volker Adolphs, Kunstmuseum Bonn)

## Einzelausstellungen (Auswahl)

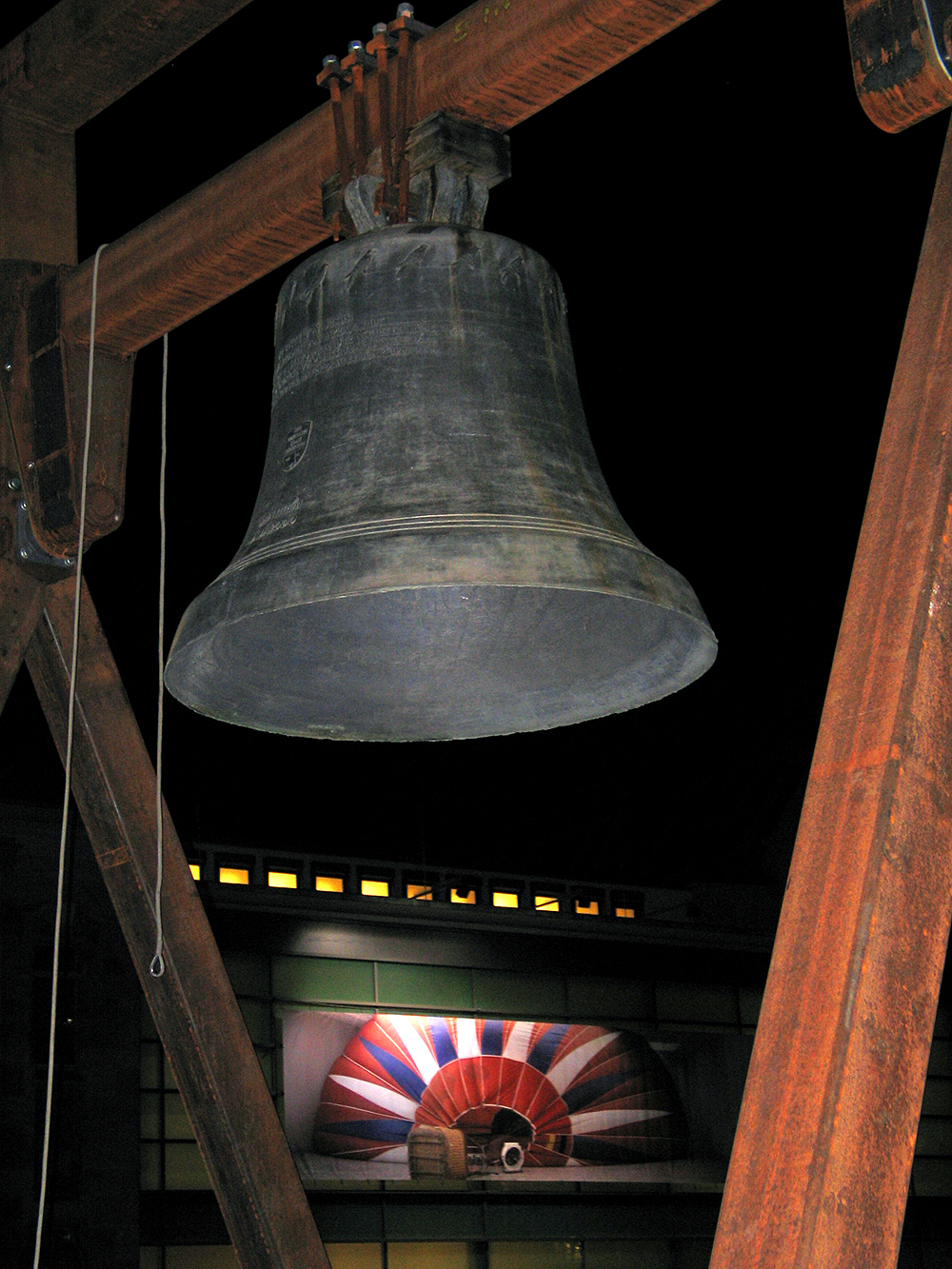
Aufbau der Arbeit For Whom (Detail) vor der Kestnergesellschaft in Hannover

2013
- Somebody, Sies + Höke, Düsseldorf
- White Cube, London
- Künstlerraum, K21 Kunstsammlung Nordrhein-Westfalen, Düsseldorf

2012
- Every Day of the Weak, Kestnergesellschaft, Hannover,[1] 23. November 2012 bis 3. Februar 2013[2]
- Everyday of the Weak, Kunstmuseum Bonn[3]
- Everyday of the Weak, Aargauer Kunsthaus, Aarau
- Mandi VIII, Lehmbruck-Museum, Duisburg
- DO NOT CROSS THE RED LINE, Kunst-Station Sankt Peter, Köln
- Festum II, Theseustempel, Kunsthistorisches Museum, Wien

2011
- Sies + Höke, Düsseldorf
- Marc Foxx, Los Angeles
- The Magnificient Seven: Hammarby!, Wattis Institute for Contemporary Arts, San Francisco

2010
- FESTUM, White Cube, London
- T.Y.F.F.S.H., K20 Kunstsammlung Nordrhein-Westfalen, Düsseldorf
- Almine Rech Gallery, Brüssel/Brussels

2009
- Aspen Art Museum, Aspen
- Sies + Höke, Düsseldorf
- Johann König, Berlin

2007
- P. S. 1 / Moma, New York
- My Private 5, Piazza San Marco, Venedig
- Sies + Höke, Düsseldorf
- Marc Foxx, Los Angeles

2006
- Deus ex machina, Johann König, Berlin

2005
- Neuer Aachener Kunstverein, Aachen
- Sies + Höke, Düsseldorf

2004
- Beaulieu Gallery, Wortegem-Petegem

2000
- Wahnsinn, Garden of Museum Dhondt-Dhaenens, Deurle

## Gruppenausstellungen (Auswahl)
2014
- Une brève histoire de l'avenir, Louvre, Paris

2013
- Pataphysics, Sean Kelly Gallery, New York
- What Matters – War het op aan komt Psychiatrisch Ziekenhuis Duffel, Belgium
- Young Collectors, Maison Particulière, Brüssel/Brussels, Belgium
- GLASSSTRESS: White Light/White Heat, Collateral Event of the 55th Venice Biennial, Venedig/Venice, Italy
- Back to Earth. Die Wiederentdeckung der Keramit in der Kunst, Herbert Gehrisch Stiftung, Neumünster
- Defining Space, Bastei, Köln/Cologne
- Inner Journeys, Maison Particulière, Brüssel/Brussels
- Dinard, Atomic Love, Ville de Dinard, Frankreich/France

2012
- WONDERFUL – Humboldt, Crocodile & Polke, The Olbricht Collection, me Collectors Room Berlin
- Private Kunstsammlung Münster – Director's Choice, Kunsthalle Münster
- A House of Leaves – First Movement, David Roberts Art Foundation, London
- Goldrausch: Gold in der Gegenwartskunst, Kunsthalle Nürnberg
- Sint-Jan, St.-Bavo-Kathedrale, Gent/Ghent
- PUNKT-SYSTEME. Vom Pointillismus zum Pixel, Wilhelm-Hack Museum, Ludwigshafen
- Cartographies, Fundación la Caixa, Madrid
- An Incomplete History of Incomplete Works of Art, Galleria Francesca Minini, Mailand/Milano
- Particles, Messen De Clercq, Brüssel/Brussels

2011
- Mémoires du Futur, la collection Olbricht, La Maison Rouge, Paris
- The Silver Show – 25 Years of NAK, Neuer Aachener Kunstverein
- Die Kunst der Entschleunigung, Kunstmuseum Wolfsburg
- Wunder, Deichtorhallen, Hamburg
- 29th Biennial of Graphic Arts, Ljubljana
- Untitled, 12th Istanbul Biennial
- Commercial Break, 54th Venice Biennial, Venedig/Venice
- The Shape of Things to Come: New Sculpture Part I, Saatchi Gallery, London

2010
- Let's Dance, Musée D'Art Contemporain du Val-de-Marne, Vitry-sur-Seine
- Exhibition, Exhibition, Castello di Rivoli, Museum of Contemporary Art, Rivoli, Turin
- Touched, 6th Liverpool Biennial
- Unsichtbare Schatten – Bilder der Verunsicherung, MARTa Herford
- Under Destruction, Museum Tinguely, Basel
- Yesterday will be better Aargauer Kunsthaus, Aarau
- Intensif-Station Künstlerräume, K21 Kunstsammlung Nordrhein-Westfalen, Düsseldorf
- Kupferstichkabinett, White Cube, London
- Signs of Life Richard Telles Fine Art, Los Angeles
- Christmas in July, Yvonne Lambert, New York
- Human Condition, Kunsthaus Graz
- 20th Century Fox, Vanmoerkerke Collection, Oostende/Ostend
- Contemplating the Void, Guggenheim Museum, New York
- Silent Revolution, K21 Kunstsammlung Nordrhein-Westfalen, Düsseldorf
- Neugierig? Kunst des 21. Jahrhunderts aus privaten Sammlungen, Kunst- und Ausstellungshalle der Bundesrepublik Deutschland, Bonn

2009
- Beg Borrow and Steal, Rubell Family Collection, Miami
- A L'épreuve, Institut D'Art Contemporain, Villeurbanne
- Earth: Art of a changing world, Royal Academy of Arts, London
- Silent, Hiroshima City Museum of Contemporary Art
- Moby Dick, Wattis Institute for Contemporary Arts, San Francisco
- The Site of Silence – Der Ort der Stille, Ausstellungshalle zeitgenössische Kunst Münster
- Heaven 2nd Athens Biennial
- Magritte et la Lumière, Almine Rech Galerie, Brüssel/Brussels
- The Quick and the Dead, Walker Art Center, Minneapolis

2008
- Heavy Metal, Kunsthalle zu Kiel
- Political/Minimal, KW Institute for Contemporary Art, Berlin
- This is not a void, Galerie Luisa Strina, São Paulo
- FADE IN/FADE OUT, Bloomberg Space, London
- L'Argent, Frac, Ile-de-France, Paris
- Speicher fast voll – Sammeln und Ordnen in der Gegenwartskunst, Kunstmuseum Solothurn
- Boros Collection, Berlin
- Past - Forward, Zabludovicz Collection, London
- Traces du Sacré, Centre Georges Pompidou, Paris
- Section des Miroirs, Art Institute of Chicago
- Der eigene Weg/Perspektiven belgischer Kunst, Museum Küppermühle für Moderne Kunst, Duisburg
- Countdown Center For Curatorial Studies, New York

2007
- Wattis Institute for Contemporary Arts, San Francisco
- Gehen Bleiben, Kunstmuseum Bonn, Bonn, curated by Volker Adolphs
- For Sale, Cristina Guerra Contemporary Art, Lisbon, curated by Jens Hoffmann
- Learn to Read, Tate Modern, London, curated by Contemporary Art, Tate Modern
- Some Time Waiting, Kadist Art Foundation, Paris, curated by Adam Carr
- Trobleyn/Laboratorium, Jan Fabre, Antwerpen

2006
- My private escaped from Italy, International Center of Art and Landscape on the island of Vassivière, Beaumont du Lac
- Protections. Das ist keine Ausstellung, Kunsthaus Graz, Landesmuseum Joanneum, Graz
- Faster! Bigger! Better! Signetwerke der Sammlungen, ZKM, Museum für neue Kunst, Karlsruhe
- Designing Truth, Stiftung Wilhelm Lehmbruck Museum, Duisburg
- Of Mice and Men, 4th Berlin Biennial for Contemporary Art, curated by Ali Subotnick, Massimiliano Gioni and Maurizio Cattelan, Berlin

2005
- SEE history 2005 – der private Blick, Kunsthalle zu Kiel, Kiel
- Post Notes, Midway Contemporary Art, Minnesota

2003
- Gelijk het leven is, SMAK Stedelijk Museum voor Actuele Kunst, Gent

## Quelle
- Biografie Kris Martin (englisch)